# قلعة الكرك
قلعة الكرك هي إحدى أكبر وأهم قلاع الأردن، تبلغ مساحتها 25,300 متر مربع وترتفع عن سطح البحر قرابة 1000 متر. يعود تاريخ إنشائها إلى عصر المؤابيين، وقد استخدمها الأنباط بدليل وجود تماثيل نبطية منقوشة في الأسس الأولى بالقلعة، وظلت في العصر البيزنطي درعاً واقياً للأردن حيث أشارت إليها خريطة مادبا الفسيفسائية بين مجموعة قلاع هذه المنطقة. وفي الفتوحات الإسلامية طرقتها جيوش المسلمين بقيادة أبي عبيده عامر بن الجراح فاستسلمت له. وظلت قلعة الكرك تؤدي دورها الدفاعي في العصر الإسلامي لأن المسلمين اهتموا بالقلاع القديمة وعملوا على تقويتها والإضافة إليها بالزيادة والبنيان، وعندما أسس الصليبيون مملكة بيت المقدس اللاتينية سنة ( 492هـ 1099م) احتلوا منطقة جنوب الأردن في سنتي (509 و510هـ 1115 و1116م) وأسسوا بارونية الكرك والشوبك.
وفي سنة (537هـ 1142م) استولى الصليبيون على حصن الكرك وأمر الحاكم بابان لوبوتييّه بتش على يد فولك أمير بيت المقدس تشييد وتعزيز هذا الحصن، لحماية الجهة الجنوبيَّة من المملكة وتأمين الطريق بين دمشق ومصر أثناء الحروب الصليبية، وقد كانت من الحصانة والقوَّة بحيث حلَّت مكان قلعة الشوبك التي بُنيت جنوباً قبلها بثلاثين عاماً. ضرب صلاح الدين الأيوبي على القلعة حصاراً شديداً لفترة من الزَّمن، ثم تمكَّن من انتزاعها في أعقاب معركة حطين. انتقل حُكم القلعة لاحقاً إلى المماليك ثم العثمانيين، ولم يكن لها دورٌ تاريخيٌّ كبير بعد الحروب الصليبية حتى الثورة العربية الكبرى، التي لعبت فيها دوراً بالتحكُّم بطرق المواصلات بين الحجاز والشام ومصر.
تم تنفيذ مشروعات عديدة من قبل وزارة السياحة والآثار بتعاون مع البنك الدولي بما يتعلق بالموقع الآثري والمكانة العمرانية لقعلة الكرك، وفاز مشروع ساحة قلعة الكرك بجائزة التراث العمراني الذهبية، في المسابقة السنوية التي تنظمها مؤسسة غرين أبل في لندن، للمحافظة على البيئة والتراث العمراني حول العالم.

## التسمية

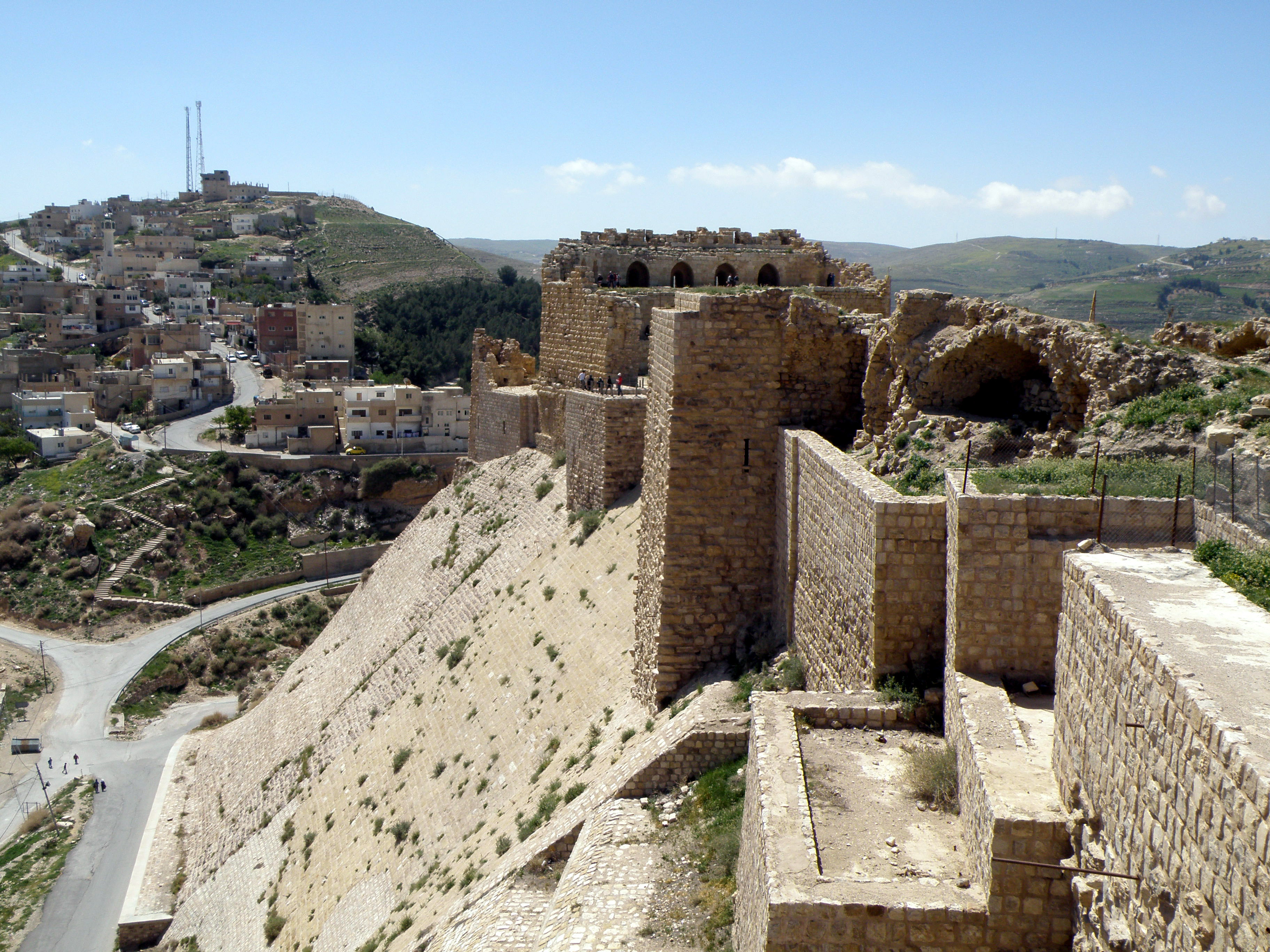
إطلالة من أحد الأبراج.

كانت تسمى قديما ب kir hareseth أو kir hares أو kir moab وكلمة كير تعني المدينة لكنها فقط إذا التقت مع كلمة مؤاب فهي تعني القلعة، وكانت من أهم مدن مملكة مؤاب سواء قبل أو بعد حكم الملك ميشع المؤابي، وبقي اسمها كير مؤاب حتى الحملات الصليبية (1096 - 1291)، خلال هذه الفترة غير الصليبيين اسم كير مؤاب إلى crac des moabites وهي باللغة الفرنسية وتعني قلعة المؤابيين وهي كما يبدو ترجمة ل اسمها كير مؤاب ومن ثم kerak من crac أو krak وهي كلمة فرنسية تعني القلعة وهو الاسم الحالي للمدينة.

## التاريخ

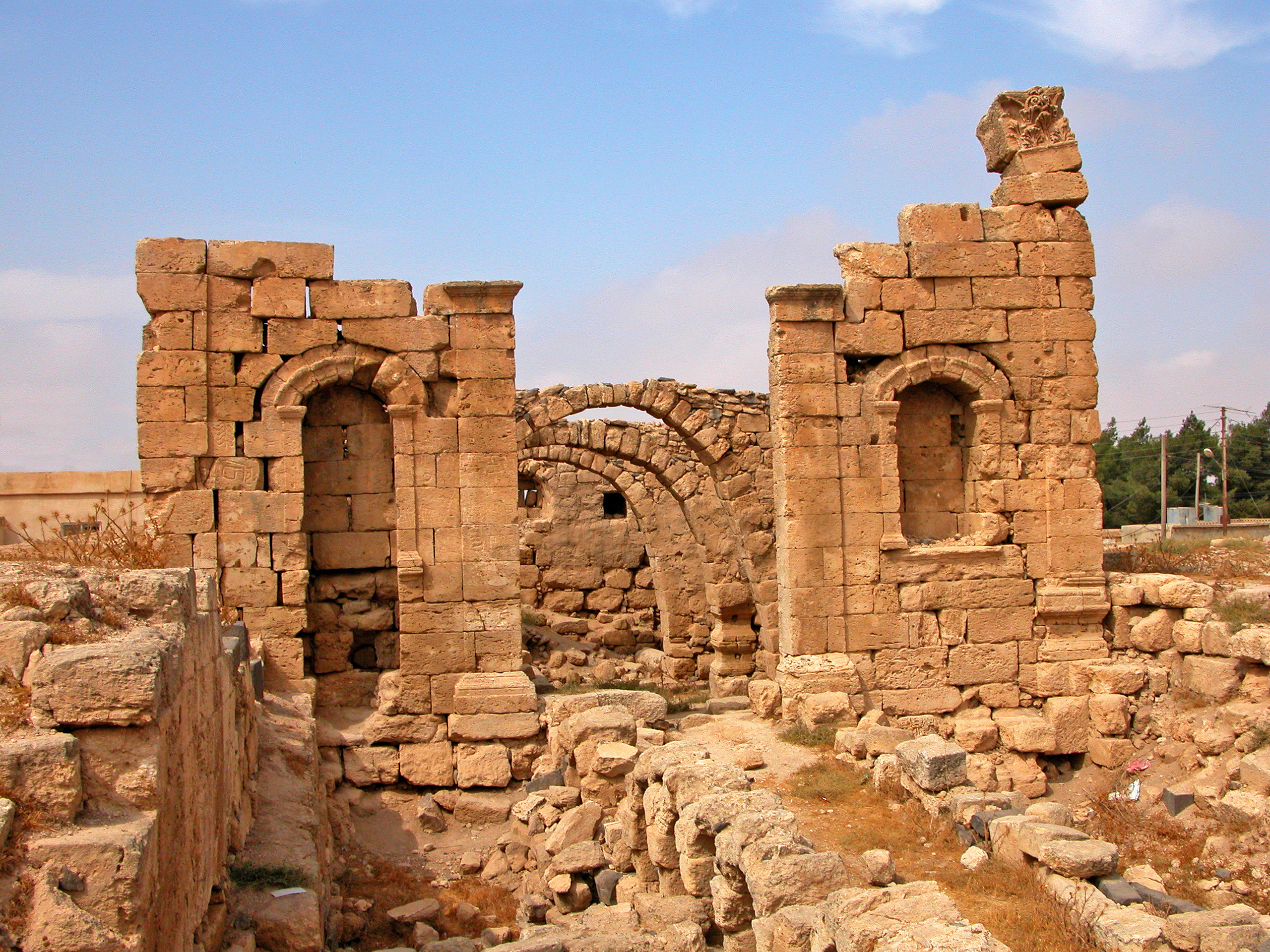
من آثار القلعة.

يعود تاريخ إنشاء أساسات قلعة الكرك إلى عصر المؤابيين نحو عام 860 ق م. وقد استخدمها الأنباط بدليل وجود تماثيل نبطية منقوشة في الأسس الأولى بالقلعة. وظلت في العصر الروماني ومن ثمَّ البيزنطي درعًا واقيًا للأردن، حيث أشارت إليها خريطة مادبا الفسيفسائية بين مجموعة قلاع هذه المنطقة. وفي الفتوحات الإسلامية طرقتها جيوش المسلمين بقيادة أبي عبيدة بن الجراح فاستسلمت له. وظلَّت قلعة الكرك تؤدي دورها الدفاعي في العصر الإسلامي، لأن المسلمين اهتموا بالقلاع القديمة وعملوا على تقويتها والإضافة إليها بالزيادة والبنيان. وقد كانت قلعة الكرك إقطاعًا للقائد الفاطمي بلتكين التركي سنة (372هـ 982م).

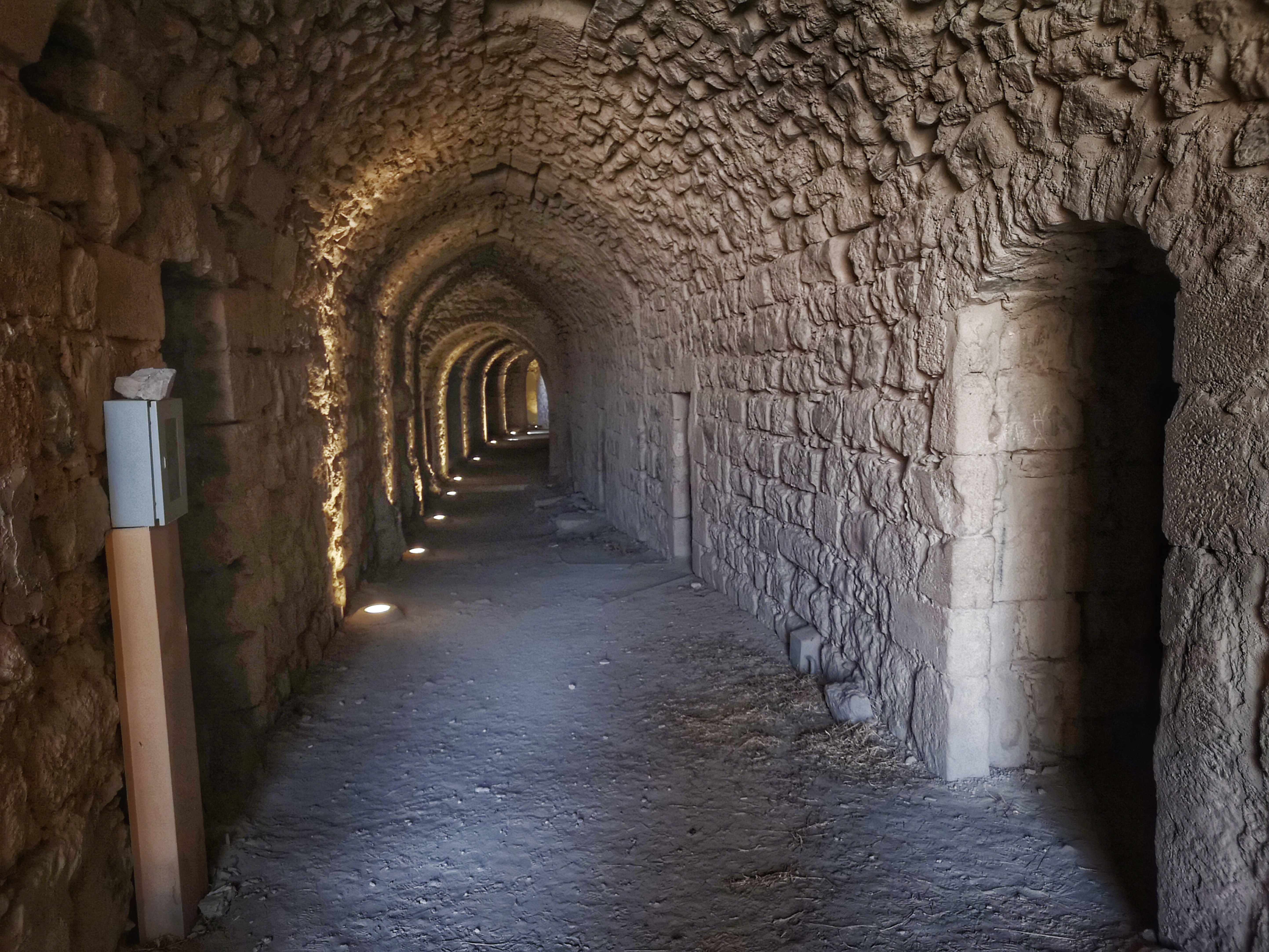
أحد الممرات الموجودة في قلعة كرك

عندما أسس الصليبيون مملكة بيت المقدس اللاتينية سنة (492هـ 1099م) احتلوا منطقة جنوب الأردن في سنتي (509 و510هـ 1115 و1116م) وأسسوا بارونية الكرك والشوبك. وفي سنة(537هـ 1142م) استولى الصليبيون على حصن الكرك وزادوا عليها حتى أصبحت مركزًا لبارونية الكرك والشوبك، ومن أهم قلاع الصليبين في بلاد الشام. لعبت قلعة الكرك دوراً مُهمًّا في العصر الصليبي بالتحكُّم بطرق المواصلات في إقليم الأردن بين الشام من جهة والحجاز ومصر من جهة أخرى، إذ كثيراً ما تعرَّضت حاميتها للقوافل التجارية وركب الحُجَّاج المتوجهة إلى مكة في الجنوب وأغارت على الموانئ العربيَّة على سواحل البحر الأحمر. حتى أن ابن فضل الله العمري وصفها بأنَّها كانت كالهامة بالنسبة إلى بلاد الحجاز. كانت هذه الهجمات المُتكرِّرة سبباً من الأسباب التي دفعت صلاح الدين الأيوبي إلى جمع جيوشه والسَّير نحو الشام لقتال الصليبيِّين سنة 1178م الموافقة لـ583 هـ.
بعد اندثار الدولة الأيوبية آلت سُلطة قلعة الكرك إلى سلاطين المماليك، الذين طَوَّروها بتشييد عدد منن الأبراج والتحصينات الإضافية فيها، وقد رمَّمها الظاهر بيبرس بعد أن وقعت في يده سنة 1263م. وقعت في قلعة الكرك عمليات إعدام واسعةً للمواطنين الثائرين على السلطة العثمانية في عام 1910، حيث كان الجنود العثمانيون يطلقون النيران على الثوار من فوق أسوار القلعة وأبراجها العالية.

### الفترة العثمانية
خلال فترة الدولة العثمانية لعبت القلعة دورًا مهمًا نظرًا لموقعها الاستراتيجي على مفترق الطرق بين شبه الجزيرة العربية ومصر وسوريا الكبرى. حاصر أحد زعماء ثورة الفلاحين (حصار الكرك) في فلسطين قلعة الكرك مرة أخرى عام 1834. في عام 1840 ، استولى الوالي المصري إبراهيم باشا على القلعة ودمر الكثير من تحصيناتها الدفاعية. عام 1844، تعرضت قواته ، التي لم تكن تسيطر على المناطق الريفية المحيطة ، للحصار. تم تجويعهم في النهاية وقتل الكثير منهم.
عام 1893 أعادت السلطات العثمانية السيطرة على المنطقة من خلال تعيين متصرف (أي حاكم) مقيم في قلعة الكرك مع حامية من 1400، بما في ذلك 200 من فارس من قوة الفرسان. تم إعادة استخدام أجزاء من القلعة. بعض الدمار الذي حدث للبناء والذي كان بسبب قيام السكان المحليين بإزالة الأحجار التي تحتوي على نترات البوتاسيوم ("الملح الصخري") ، والتي تستخدم في صنع البارود.
درس مؤرخ العصور الوسطى بول ديشامب القلاع الصليبية في عشرينيات القرن الماضي. من بين الأبحاث المهمة التي قام بها ديشان في عام 1929 قام هو والمهندس المعماري فرانسوا أنوس بوضع أول مخططات دقيقة للقلعة.

### أوصاف الرحَّالة

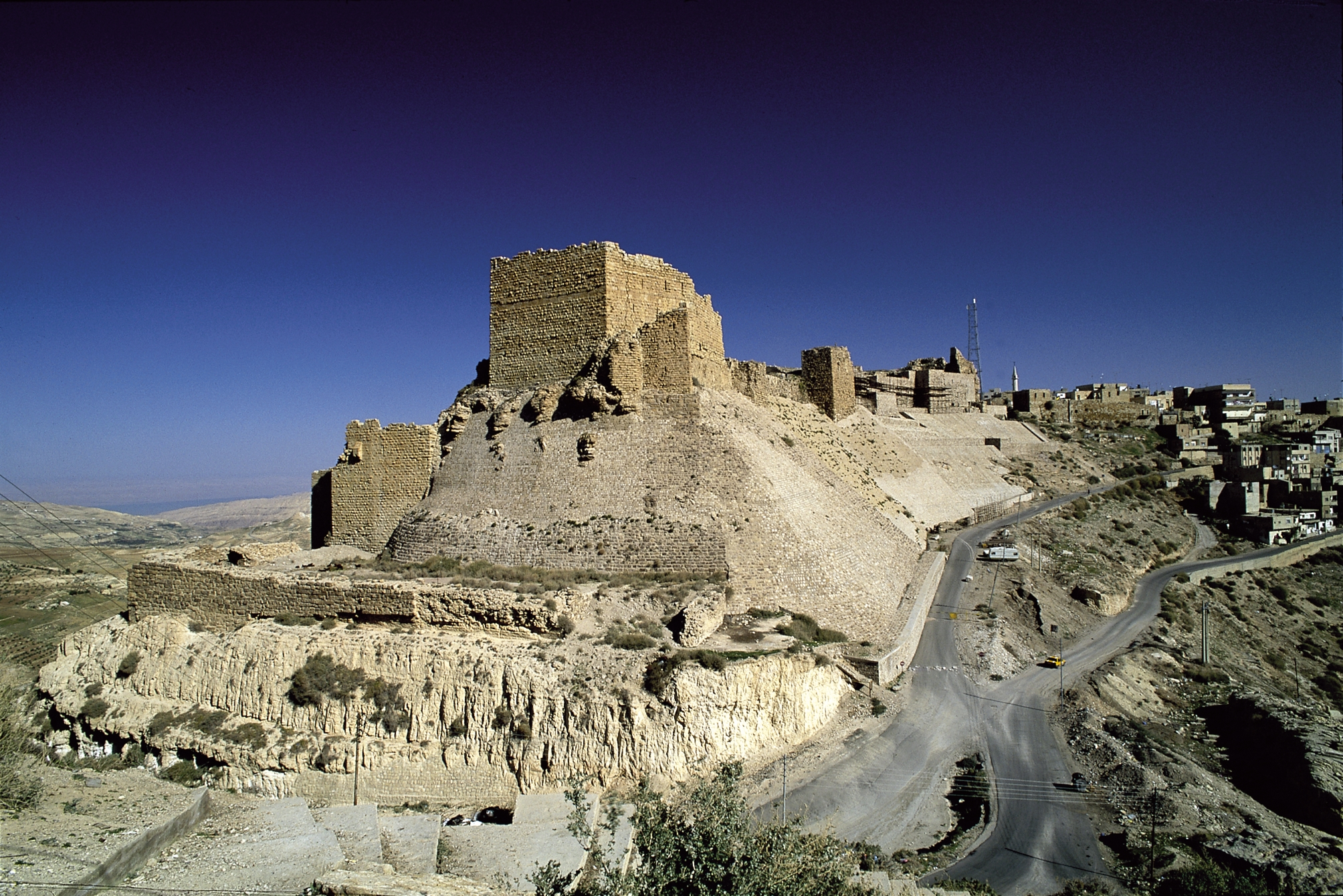
القلعة من بعيد

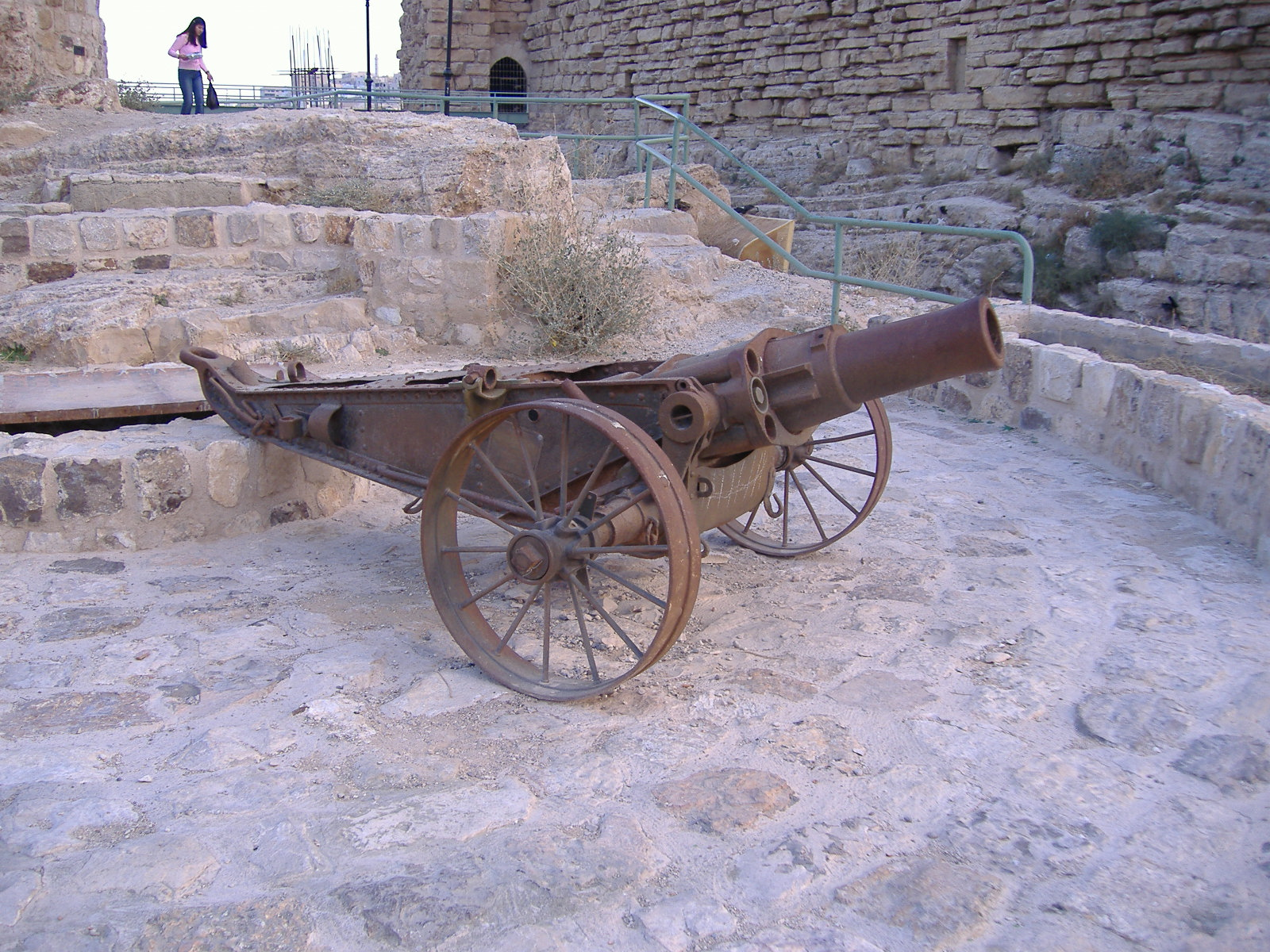
من مقتنيات القلعة، مدفع هاوتزر بريطاني من عيار 5 إنشات.

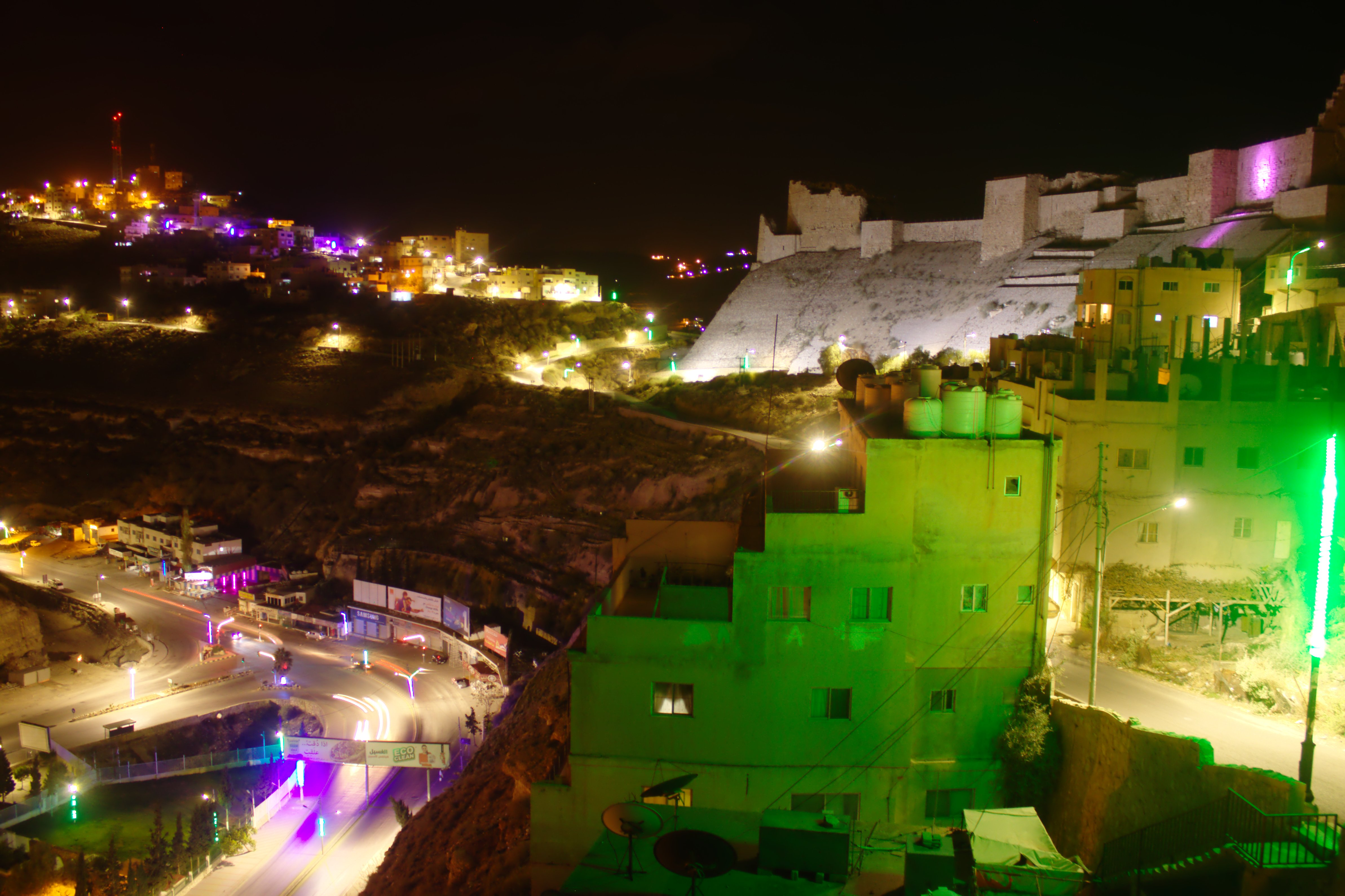
مشهد ليلي للقلعة

قال ابن بطوطة (محمد بن عبد الله 1303-1377م) عن قلعة الكرك، في كتابه تحفة النظار في غرائب الأمصار وعجائب الأسفار:

## البناء والعمارة

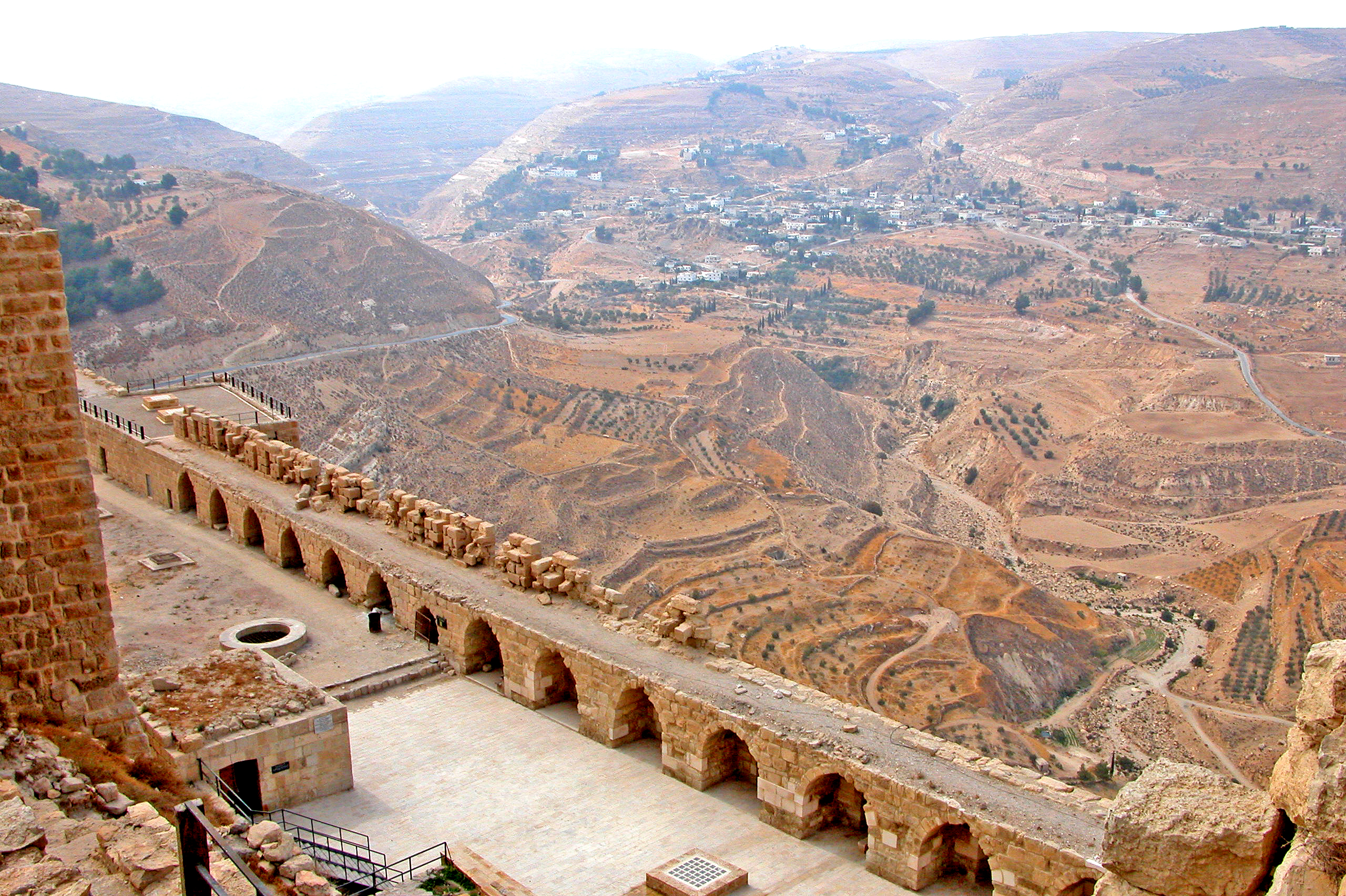
المصطبة السفليَّة وإطلالة مدينة الكرك.

أقيمت القلعة على الجانب الجنوبي من الهضبة المُثلَّثة التي تقع فوقها مدينة الكرك، والتي ترتفع عن مستوى سطح البحر حوالي 900 متر. يبلغ طول القلعة 220 متراً، وأما عرضها فيتراوح من 125م في جانبها الشمالي إلى 40م في جانبها الجنوبي، إذ تطلُّ من تلك الجهة على وادي تجري فيه قناة مياه. تقع تحت أرض القلعة ممرَّات تقودُ إلى غرفٍ حصينة. تشير سجلات المؤرخين مثل المقريزي والداواداري إلى أنَّ بناء القلعة كان قائماً قبل بدء الحملات الصليبية، لكنَّهم رممومها ووسَّعوها عند مجيئهم. تقع إلى الجنوب من القلعة أضرحة لعدد من الصحابة، منهم جعفر بن أبي طالب وزيد بن حارثة وعبد الله بن رواحة استشهدوا في معركة مؤتة.

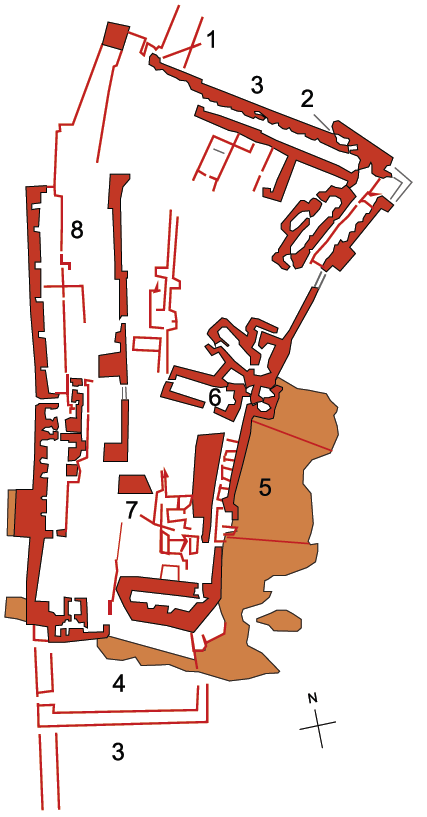
الرسم البياني للحصن: * 1. بوابة العثمانية.
- 2. البوابة الصليبية.
- 3. الخندق.
- 4. خزان مياه الآبار.
- 5. المنحدر.
- 6. مصلى.
- 7. القصر الملكي.
- 8. المتحف.

## المتحف
حُوِّلت القلعة إلى متحف أثري منذ عام 1980. يعرض المتحف آثار المسلمين في الفترة المملوكية والعثمانية، ويوجد به قسمٌ يغطي فترات العصر الحجري الحديث والعصر البرونزي والعصر الحديدي. وتضم مجموعة من قطع أثرية نبطية ورومانية وبيزنطية وصليبية. وقد أعيد فتح المتحف أمام الجمهور في شهر يناير 2004، حيث لا زال متاحاً للعامة منذ ذلك الحين.

## معرض الصور

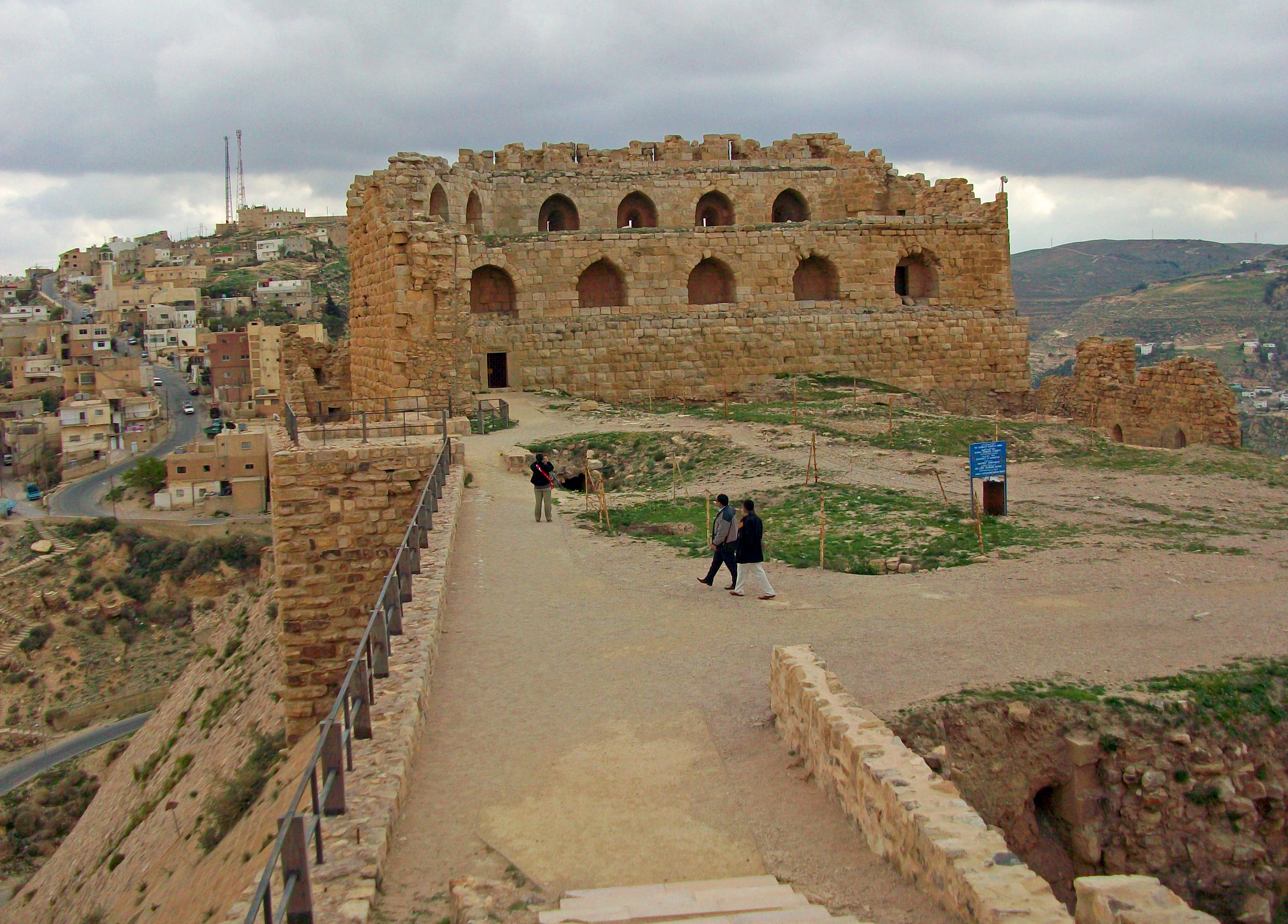
قلعة الكرك ، الأردن
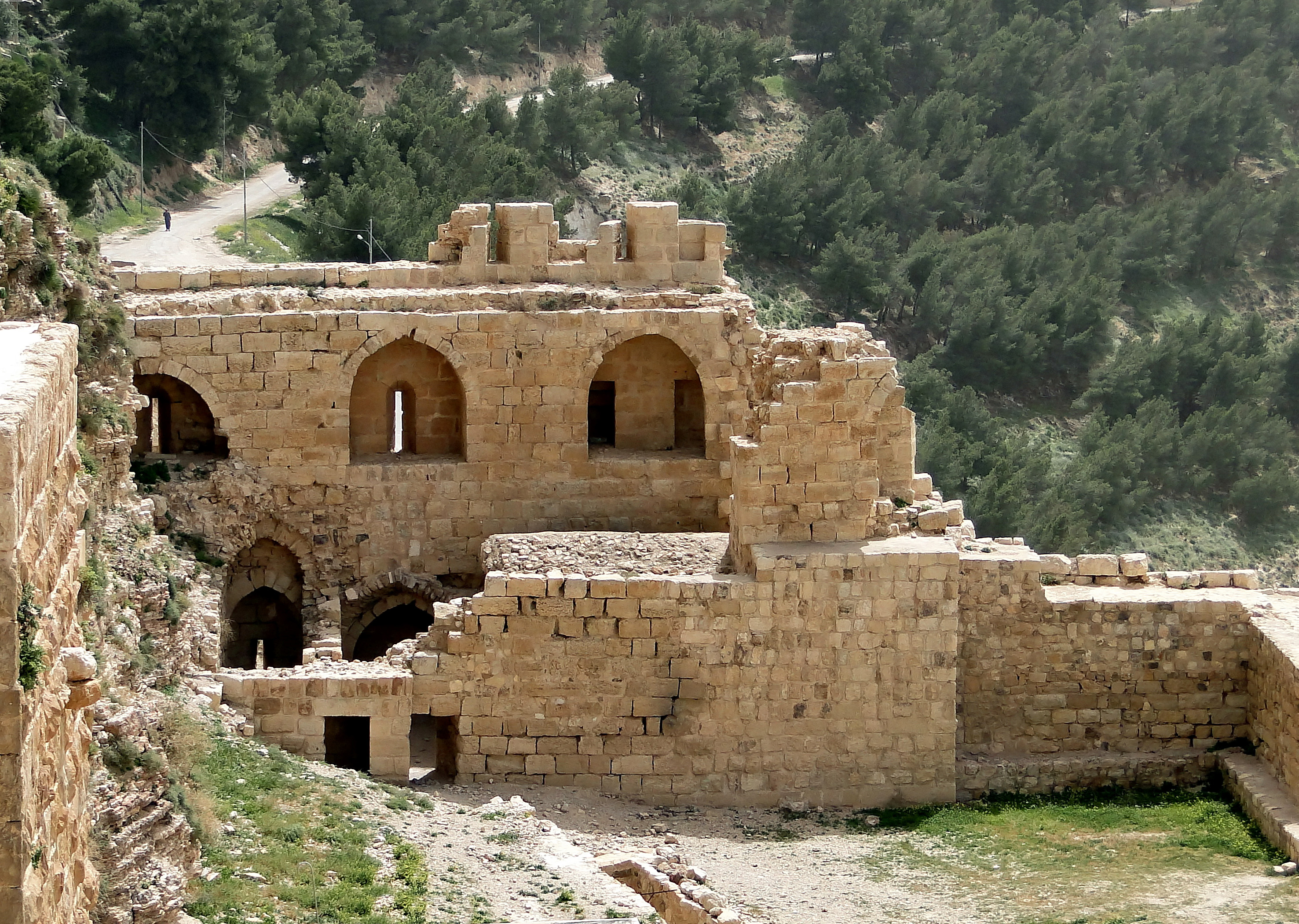
قلعة الكرك تصوير من الاعلى لاحد جوانبها
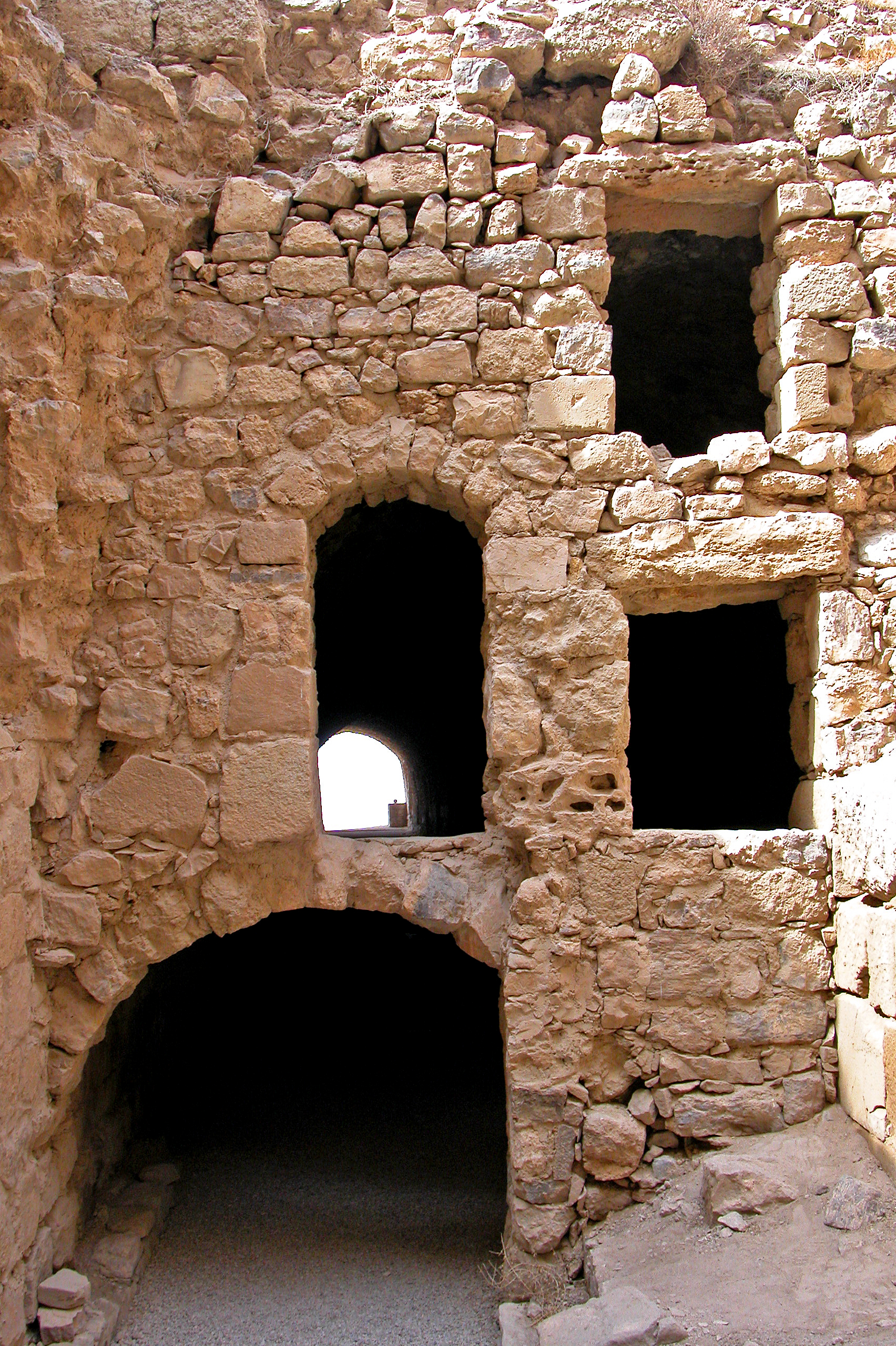
Kerak Castle, interior
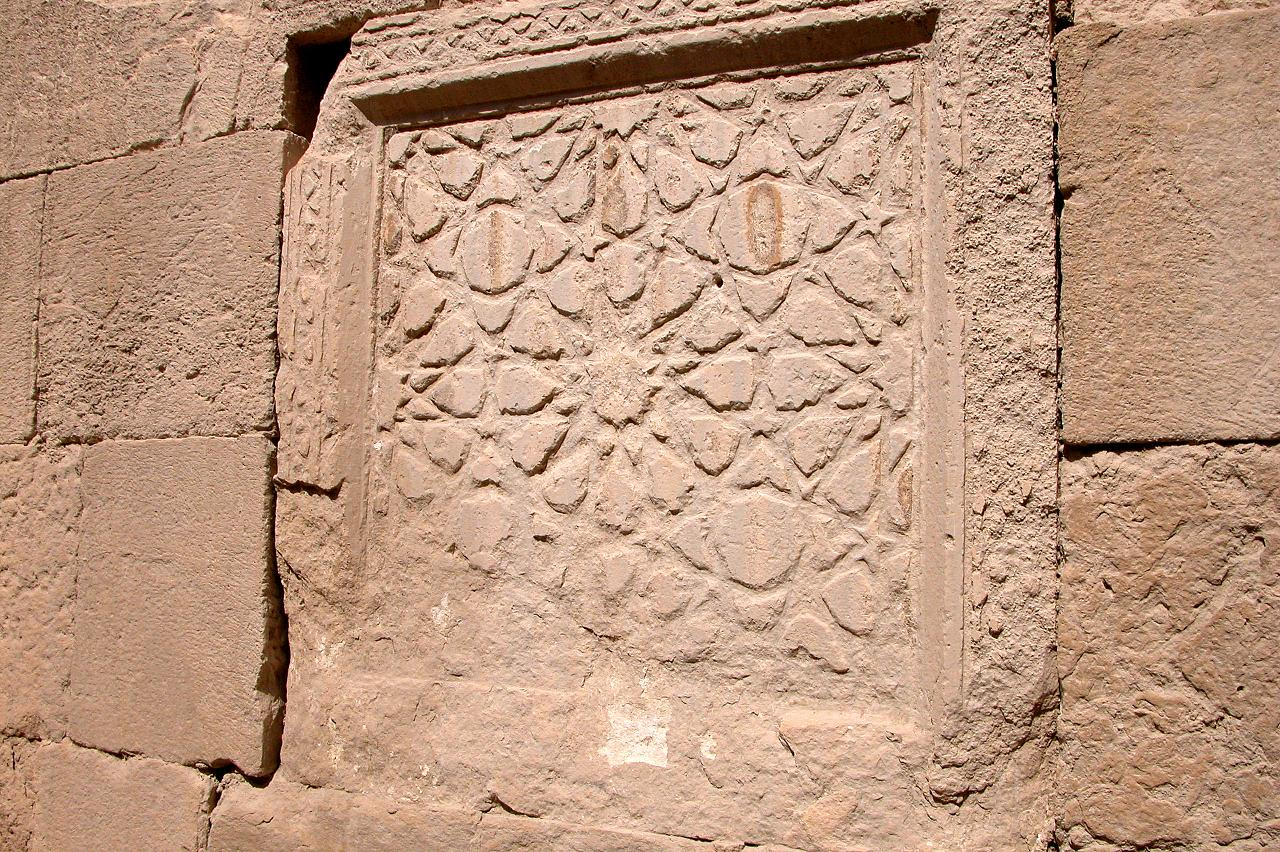
قلعة الكرك ، زخرفة على الجدار
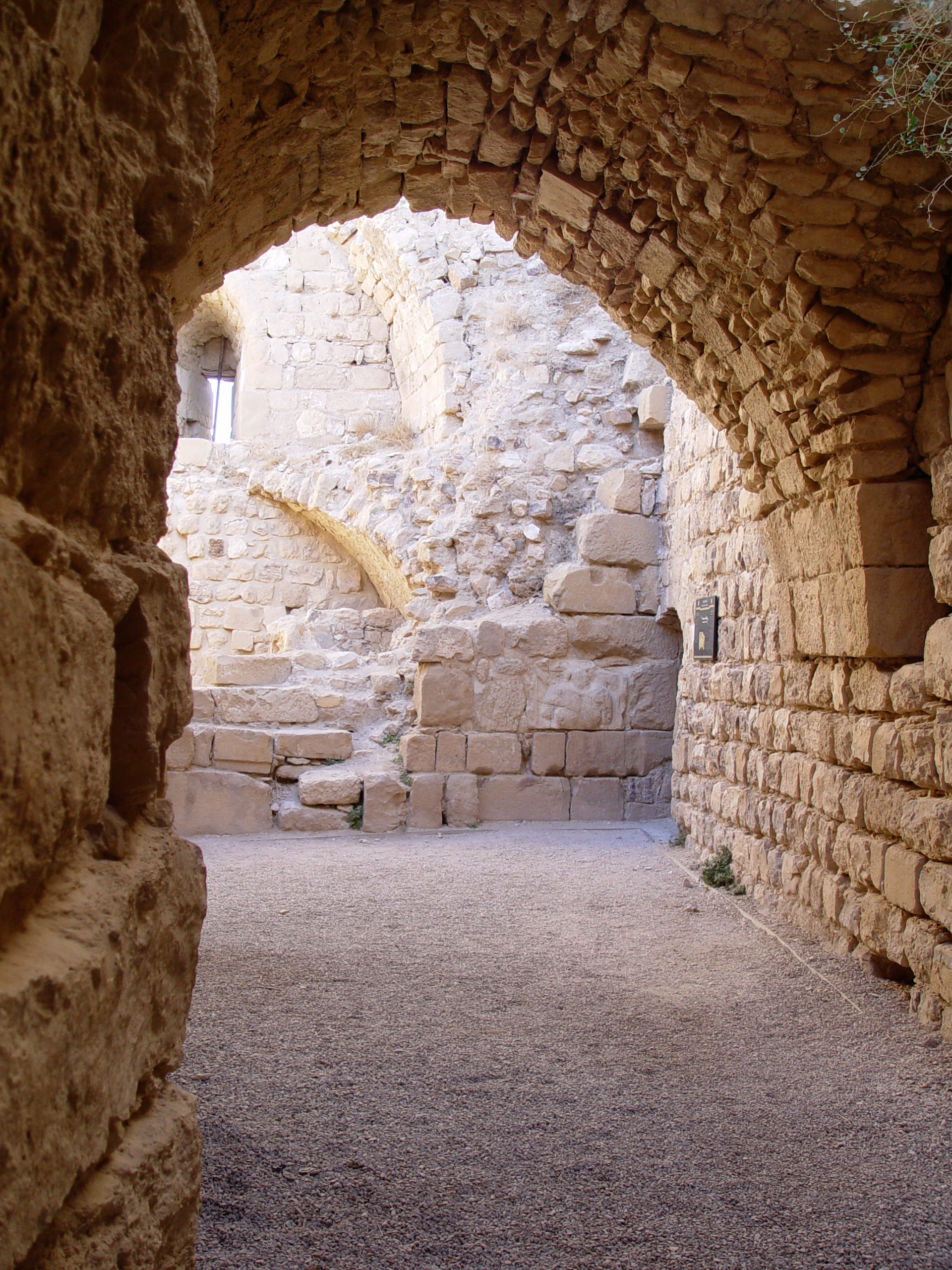
ممر داخل قلعة الكرك
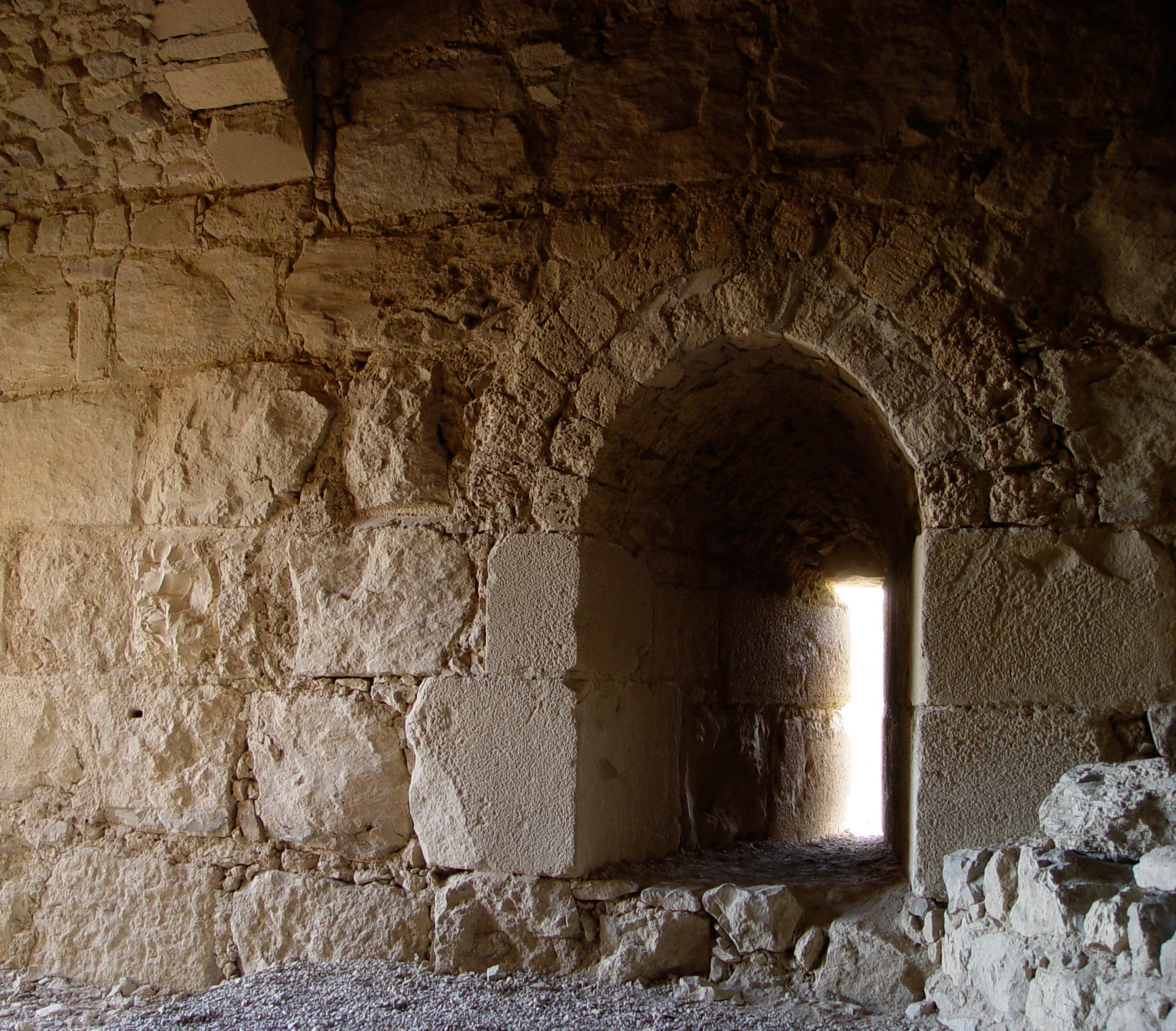
احد الابواب داخل قلعة الكرك
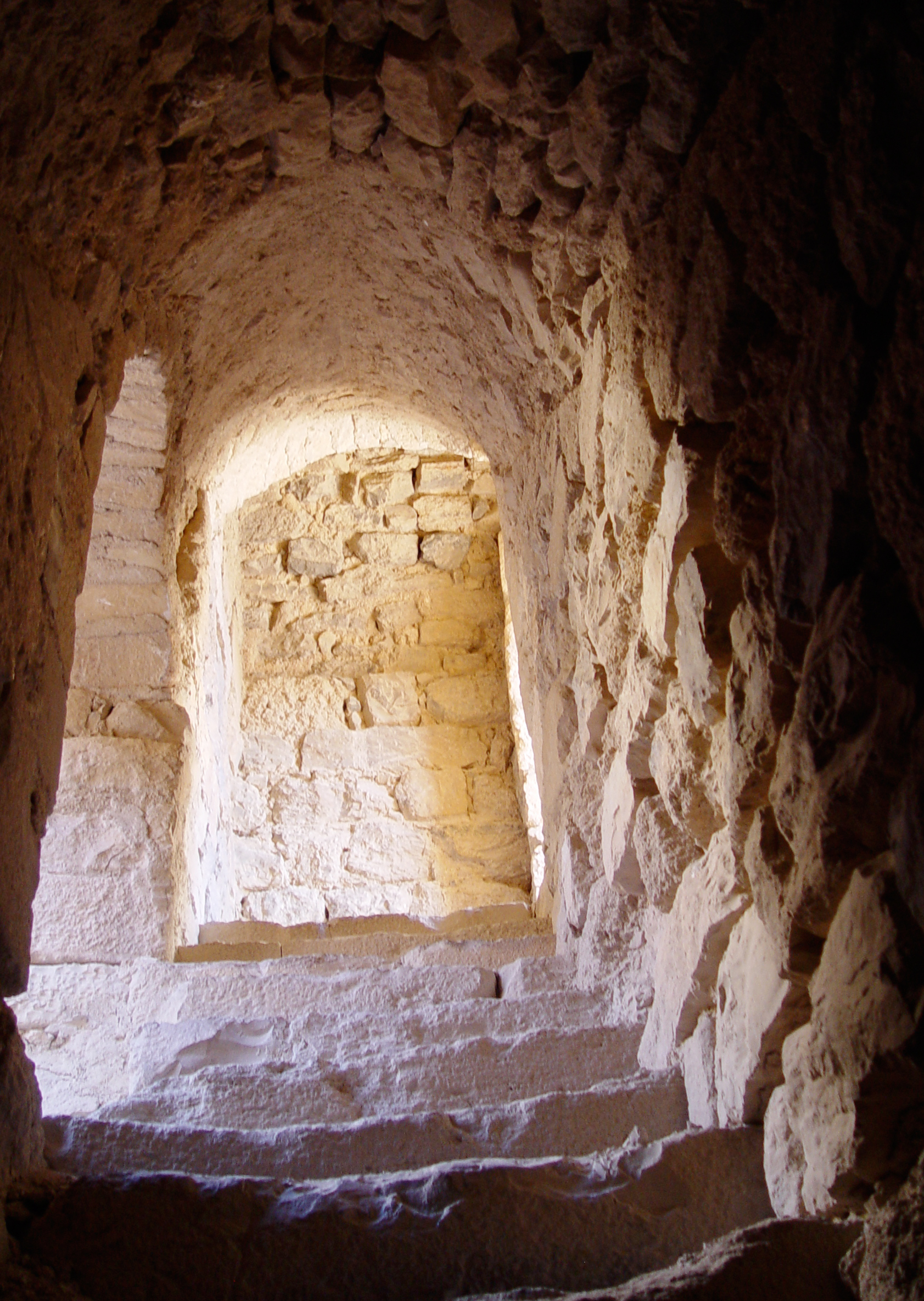
احد الادراج داخل قلعة الكرك
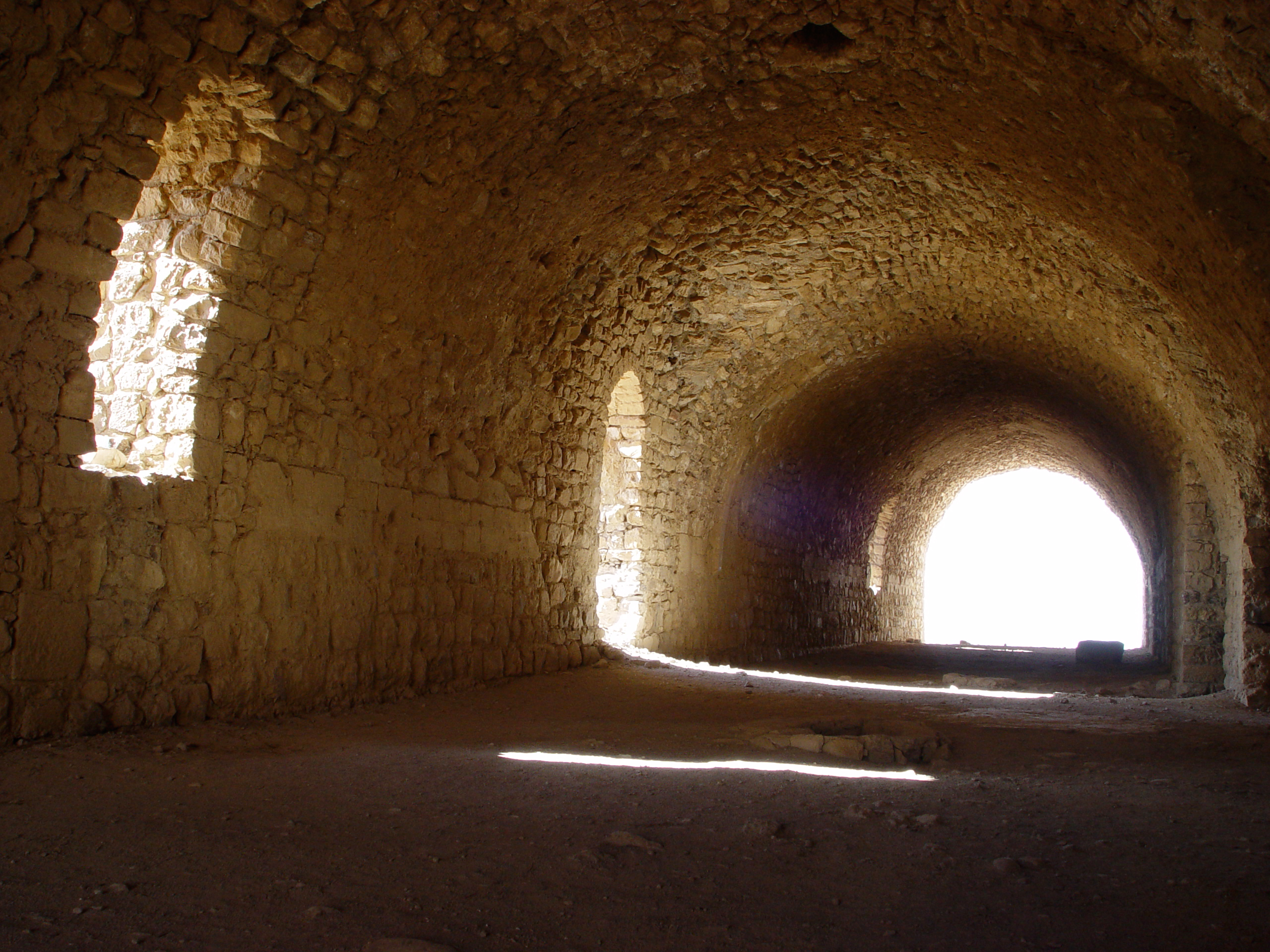
ممر قوسي داخل قلعة الكرك
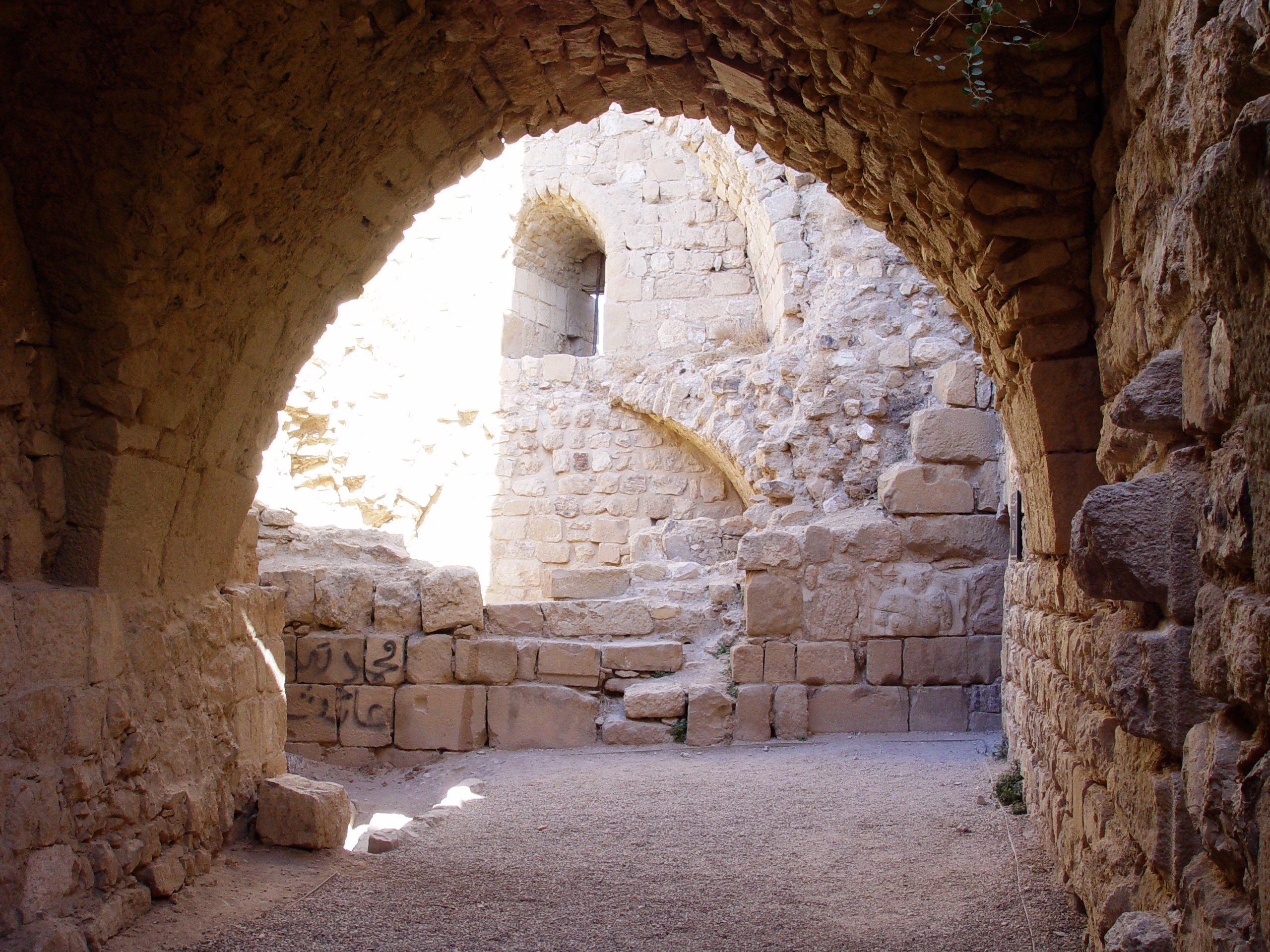
قنطرة لاحد ابواب القلعة
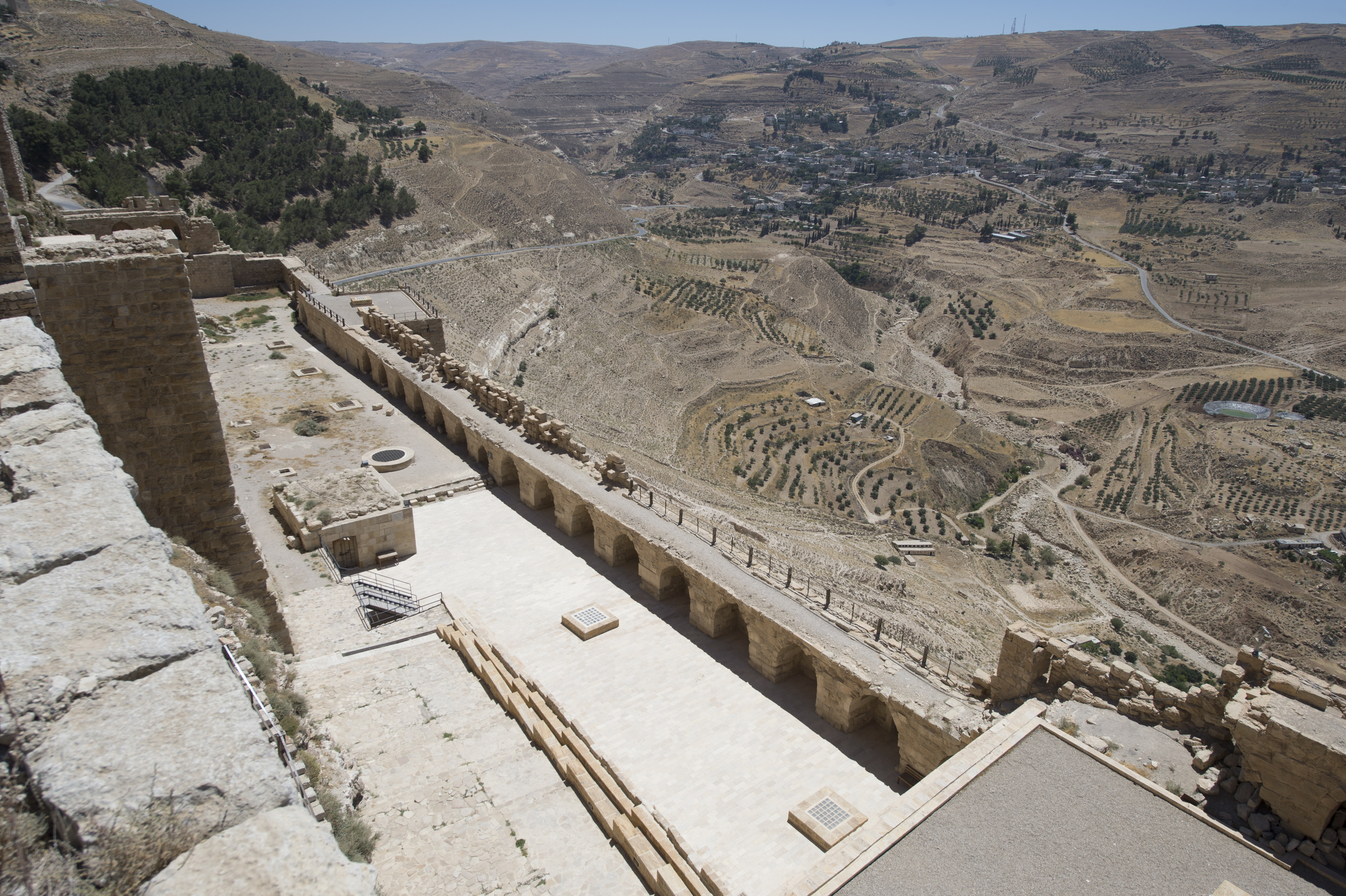
الجناح الغربي للقلعة
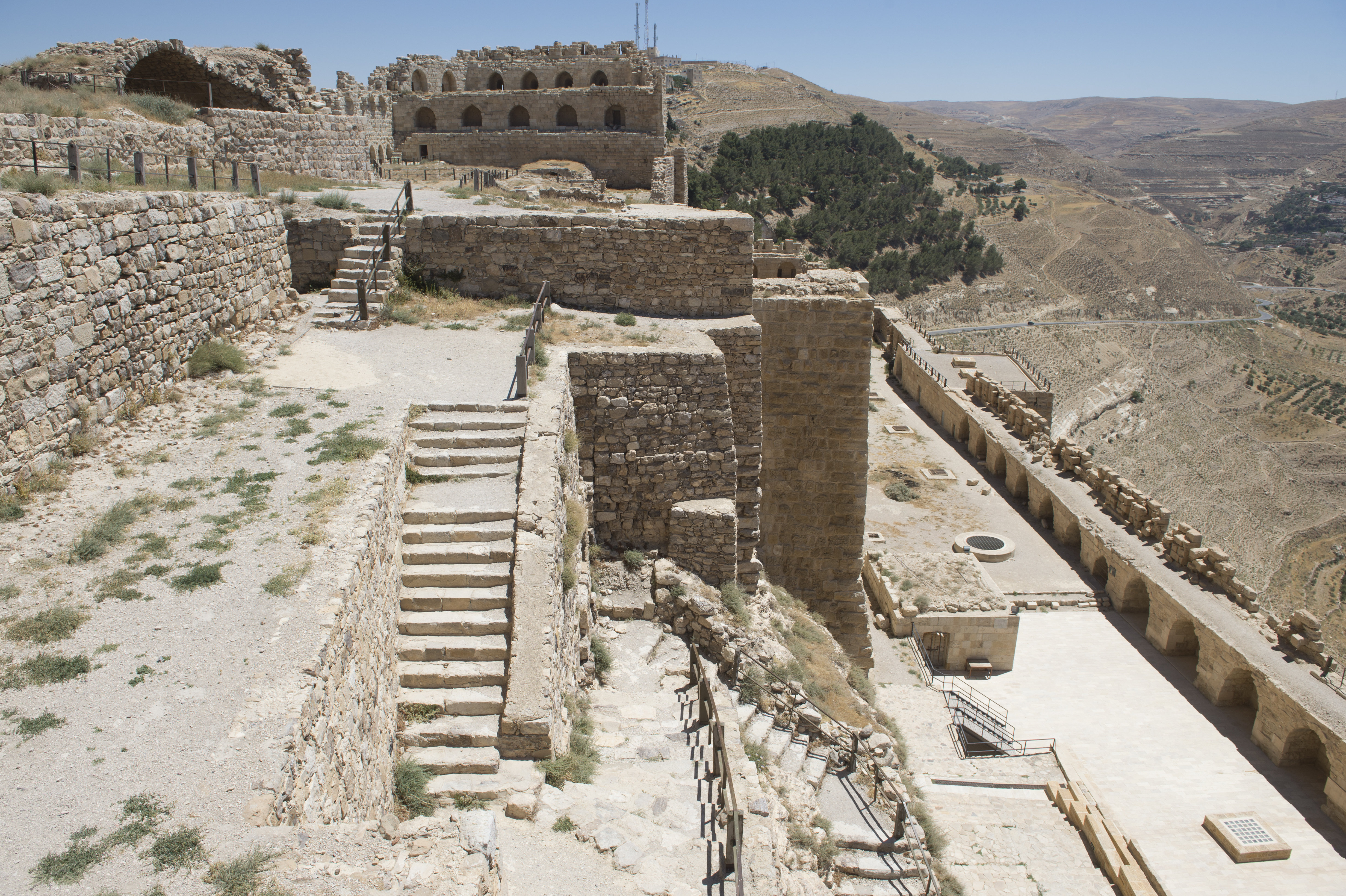
Jordan Kerak West flank
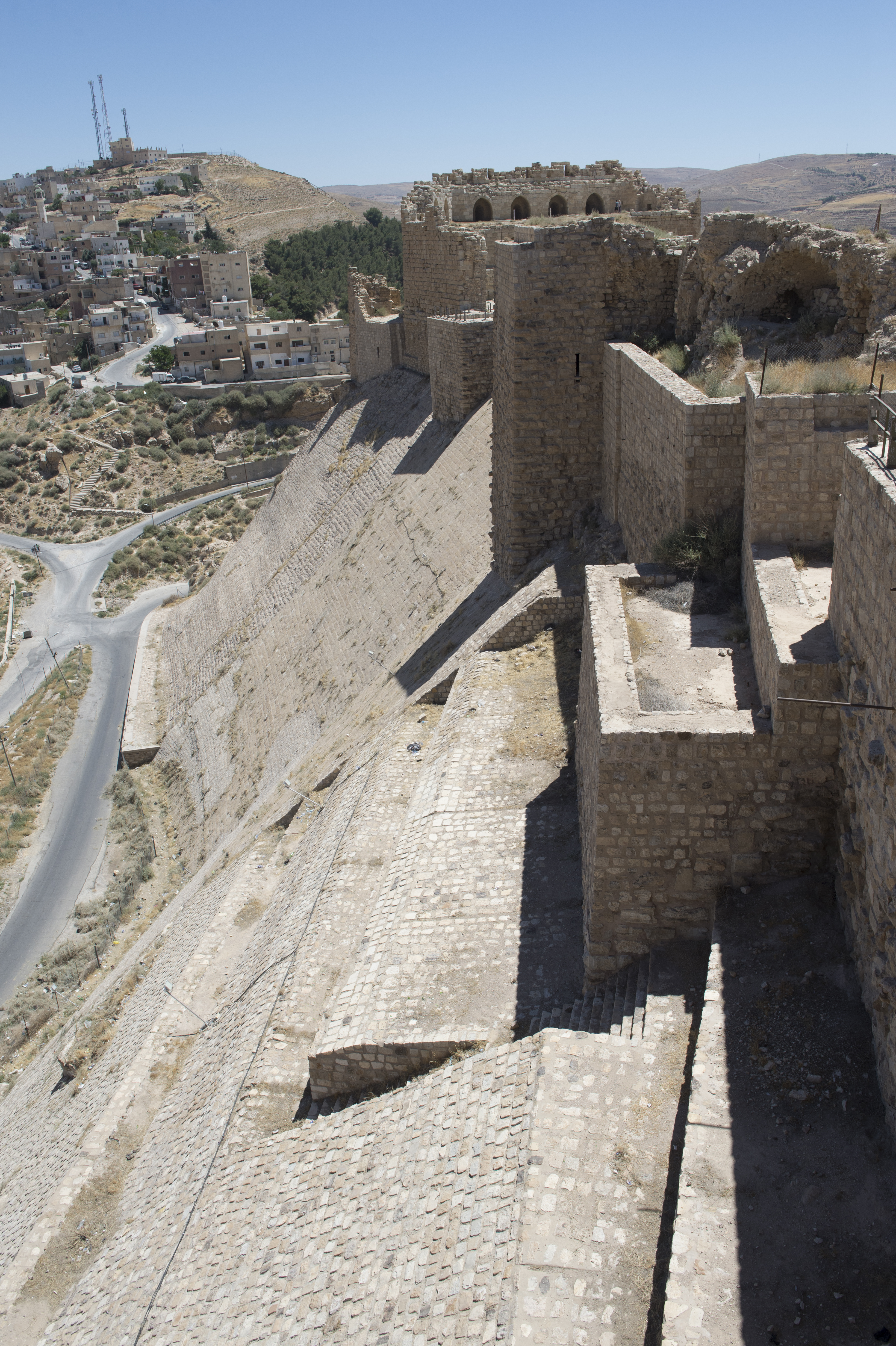
Jordan Kerak East flank
صورة قلعة الكرك بنظام بانوراما
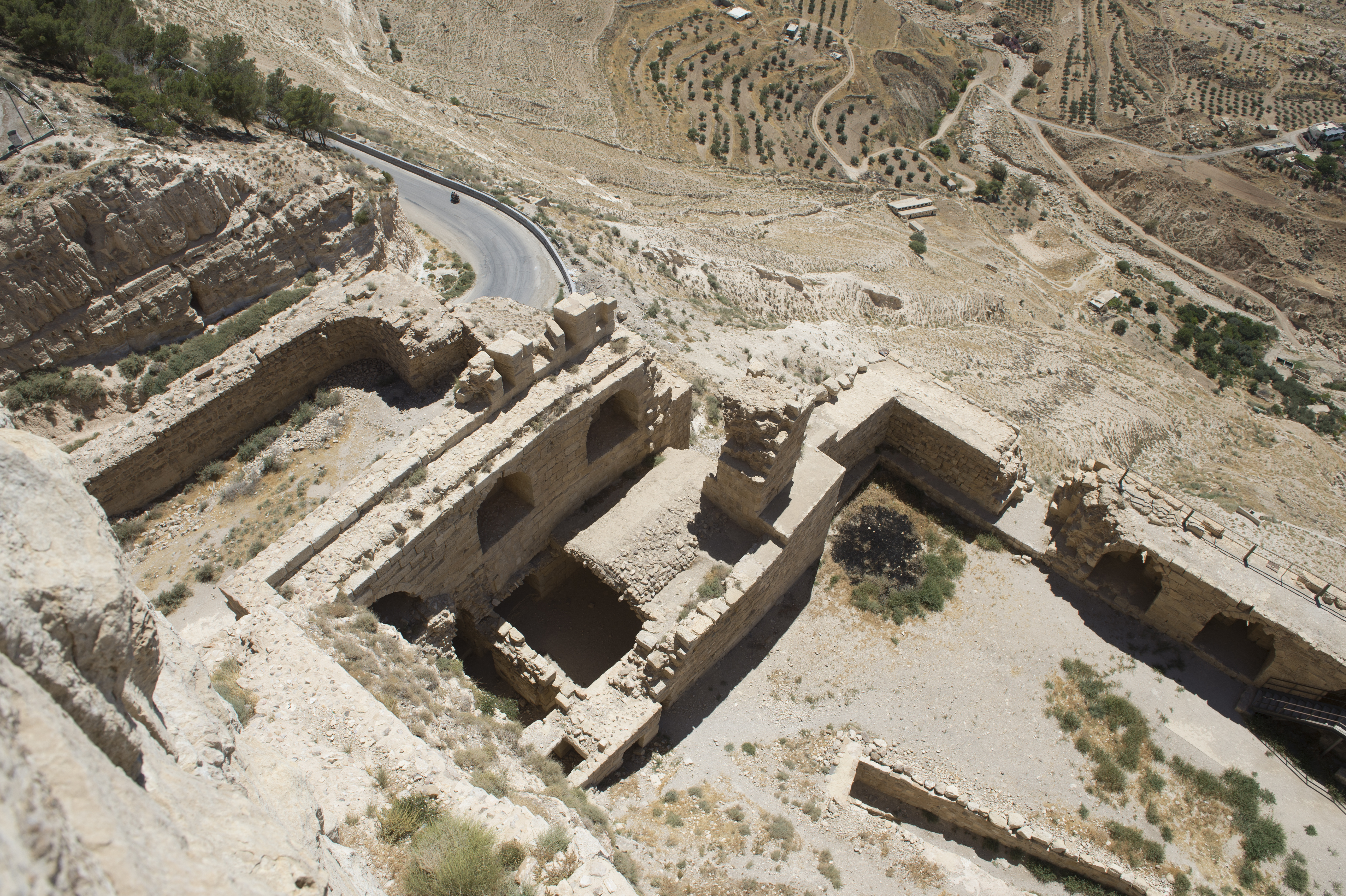
الجناح الغربي لقلعة الكرك من الاعلى
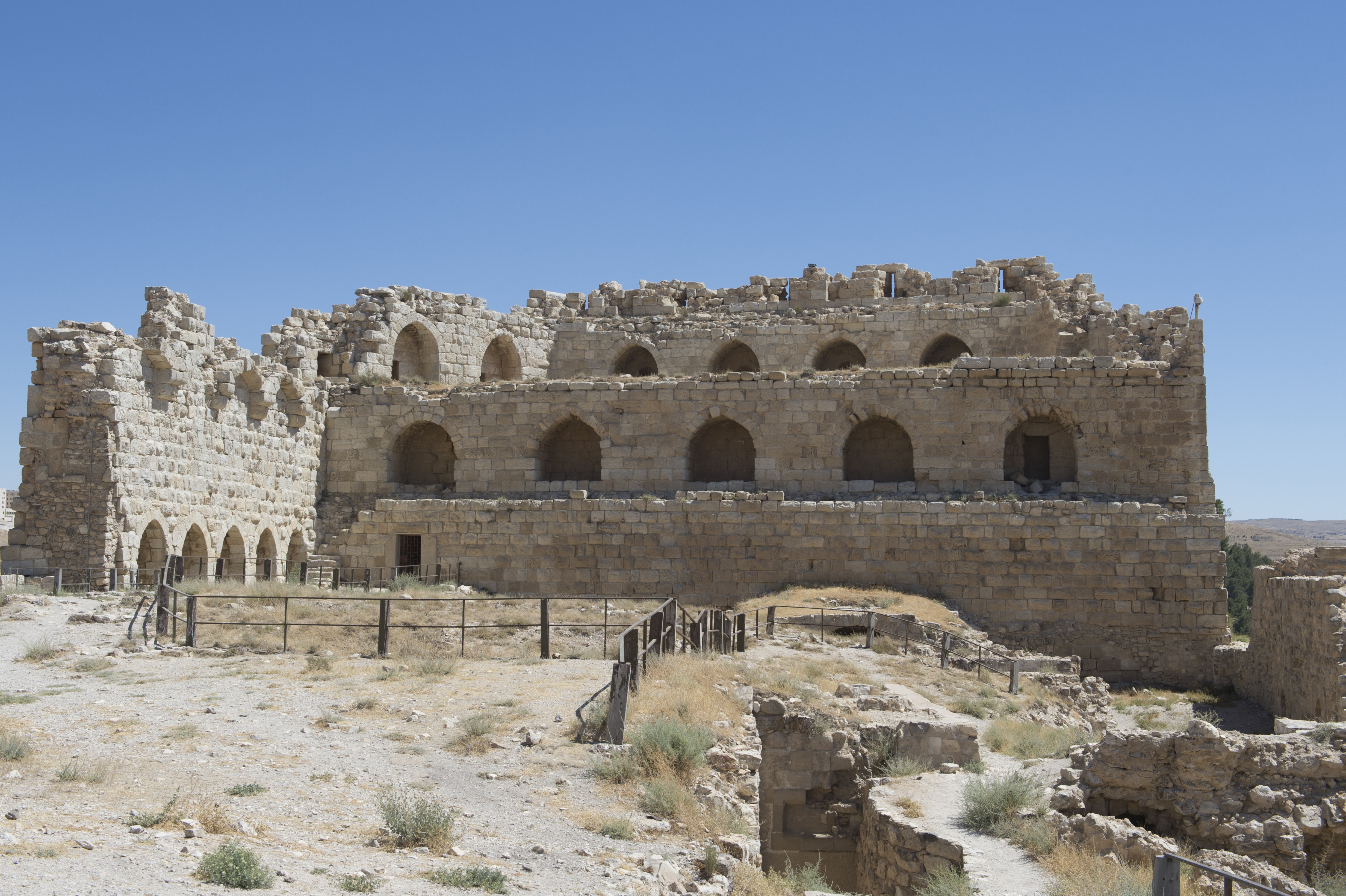
Jordan Kerak Palace area
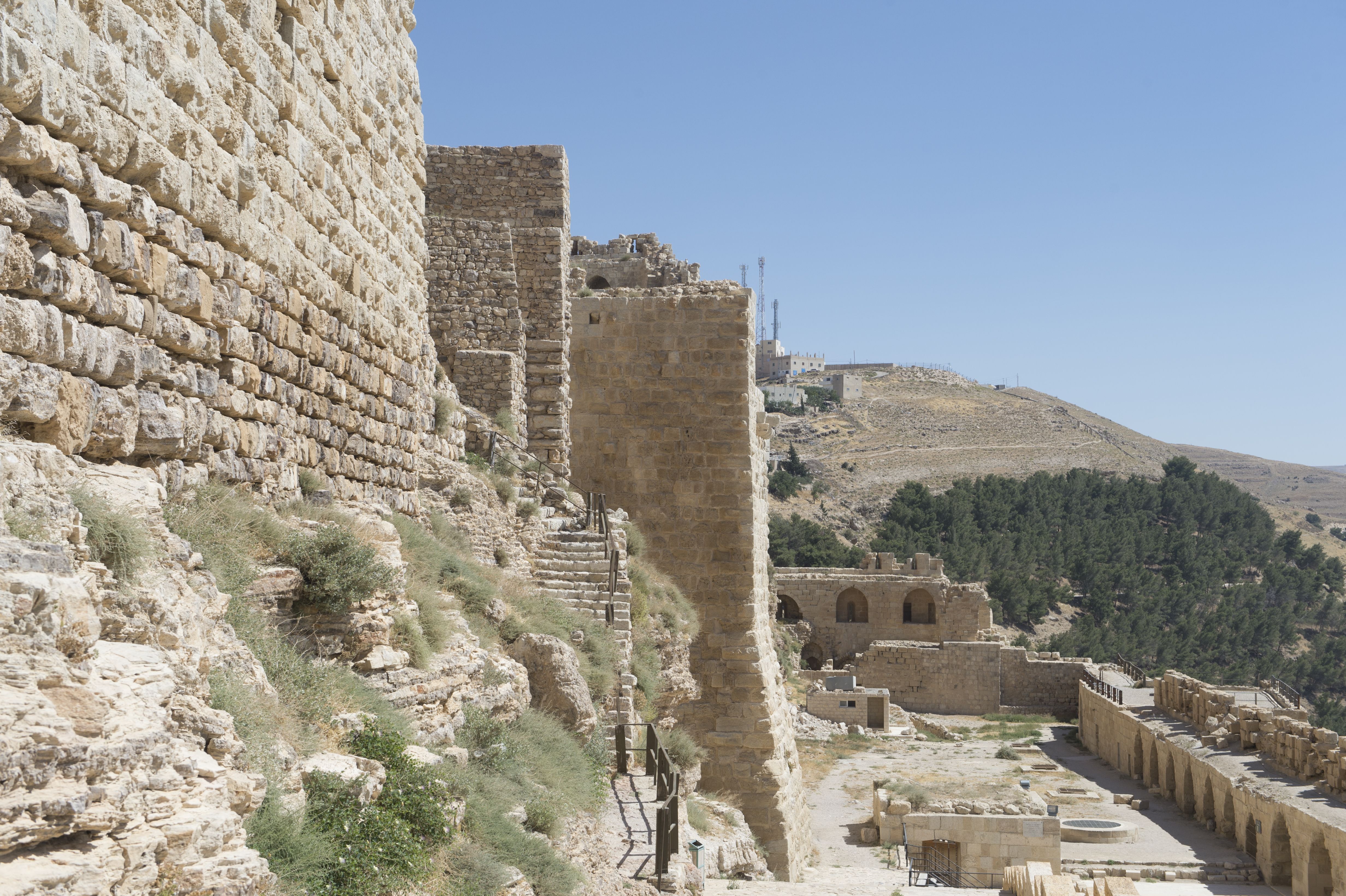
الجناح الغربي لقلعة الكرك
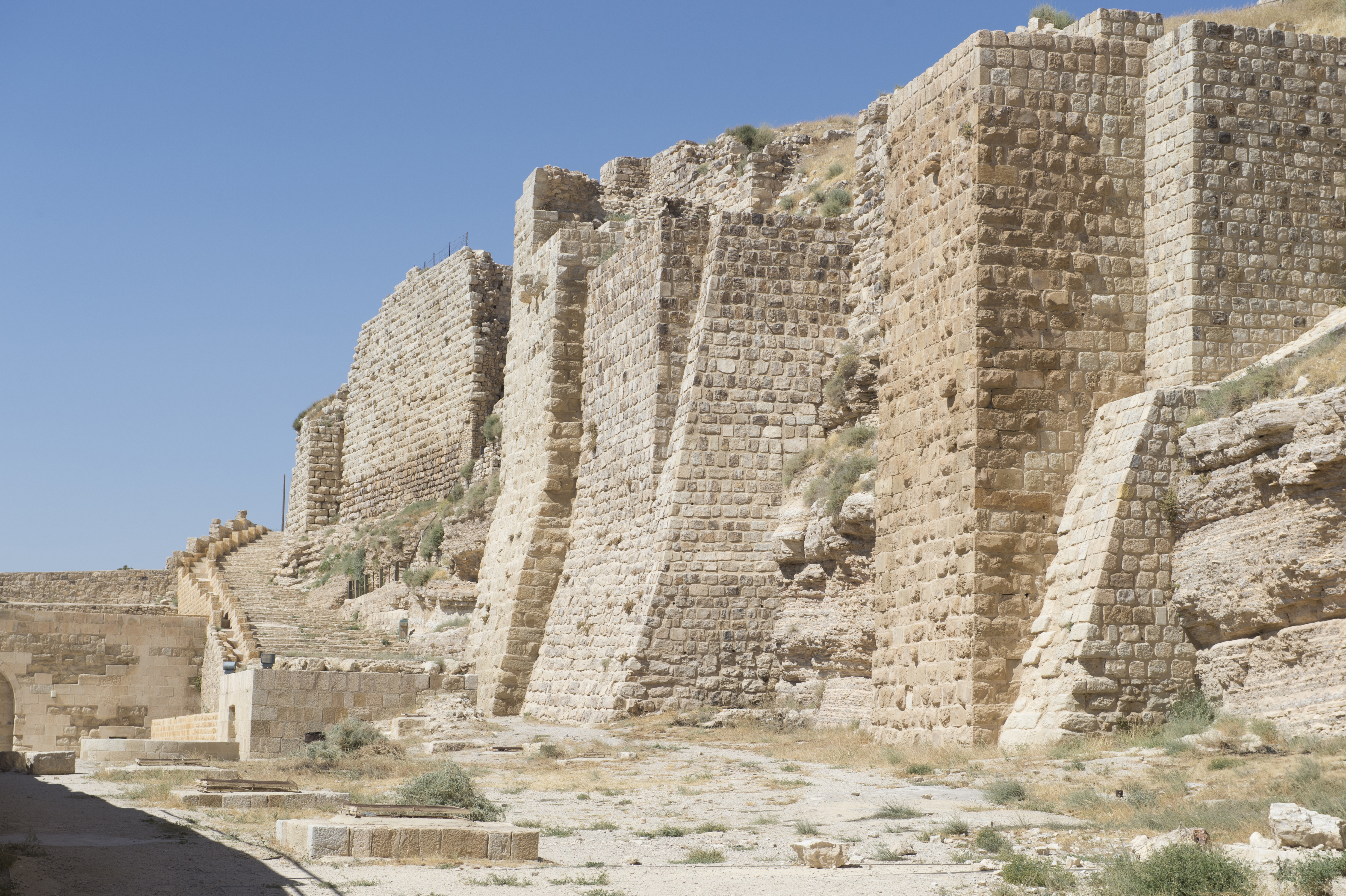
جانب من قلعة الكرك
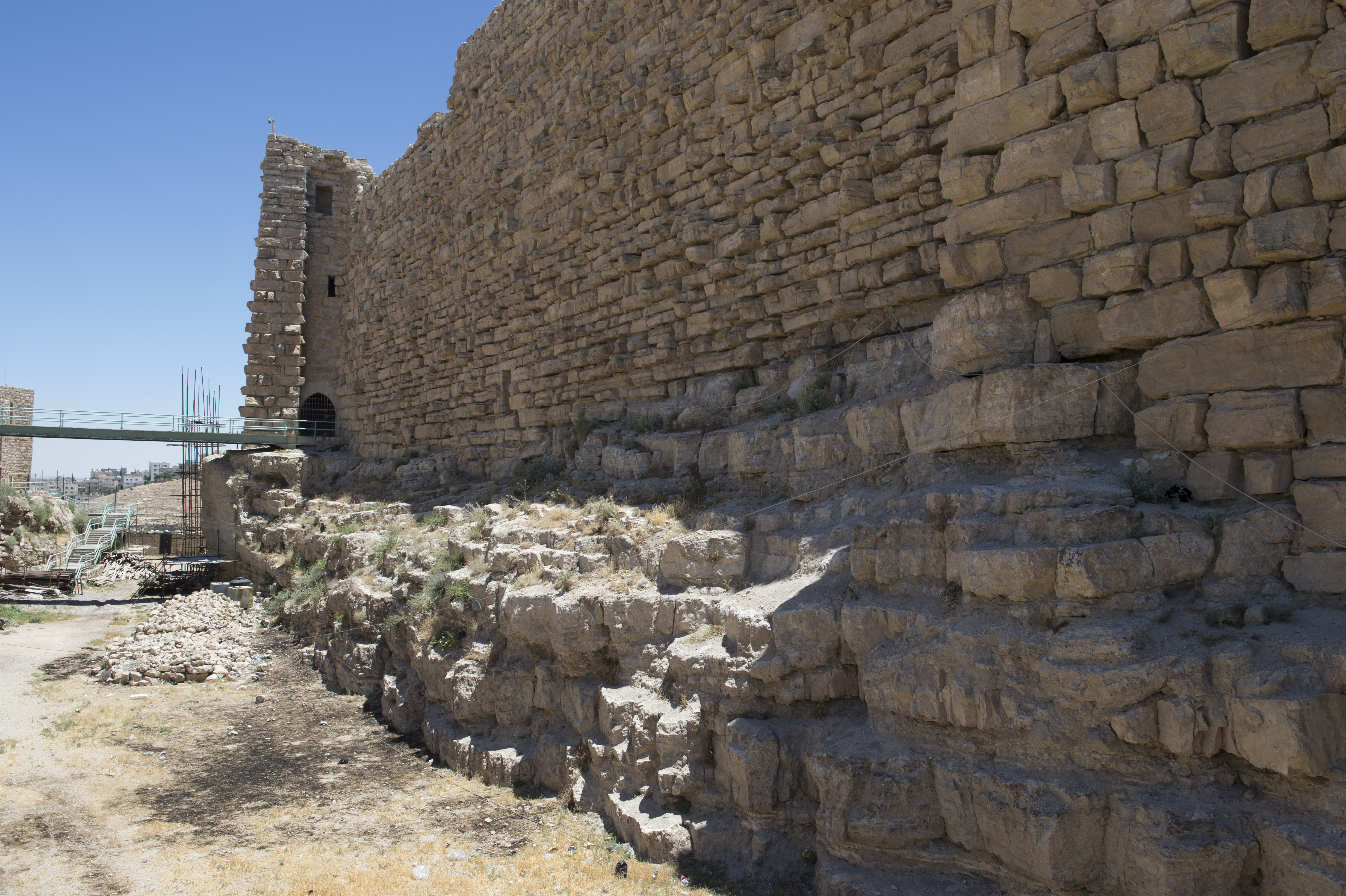
خندق حول قلعة الكرك